# Nava de Roa
Nava de Roa ist eine Gemeinde und ein Ort in der Provinz Burgos der Autonomen Gemeinschaft Kastilien und León. Sie ist besonders bekannt für die Qualität ihrer Ribera-del-Duero-Weine.
Besonders sehenswert ist die Pfarrkirche San Antolín Mártir. Diese wurde im 17. Jahrhundert gebaut und im 18. Jahrhundert erweitert und besteht aus einer barocken Fassade und einem neoklassizistischem Turm. Des Weiteren findet man dort die Kapelle von Santa Ana, welche allerdings verfallen ist.
Die Wirtschaft der Region ist hauptsächlich landwirtschaftlich geprägt. Neben den Weingütern werden vor allem Weizen, Gerste, Mais und Rüben angepflanzt.
Wie in vielen gemeinden der Region hat es auch in Nava de Roa in den letzten Jahren einen Rückgang der Bevölkerung gegeben.
| Jahr      | 1900 | 1950 | 1970 | 2000 | 2021 |
| Einwohner | 1372 | 1156 | 749  | 741  | 423  |

## Einzelnachweise

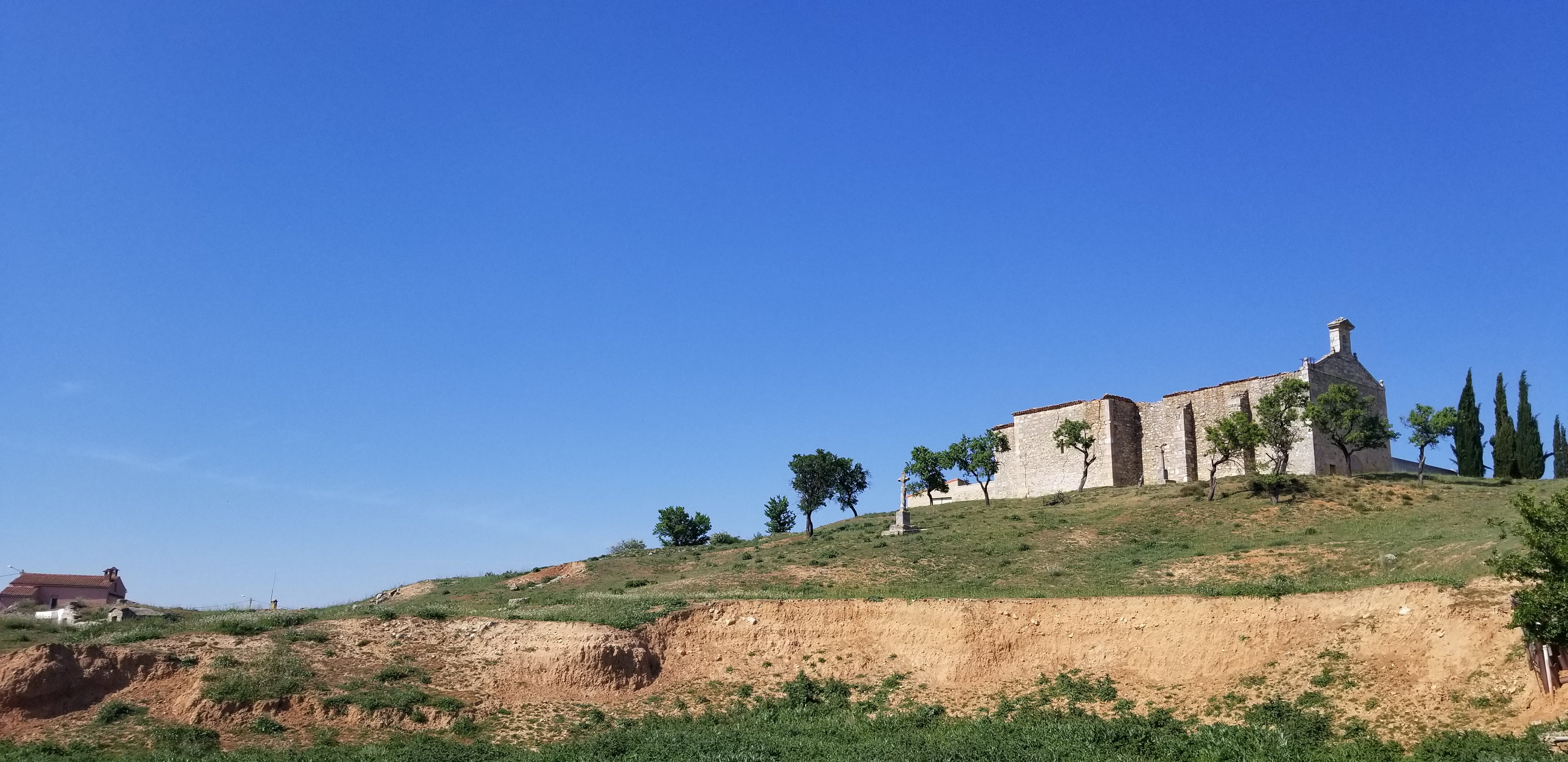
Kapelle von Santa Ana